# AnandTech
Az
AnandTech egy online, főleg számítógépes hardverrel foglalkozó informatikai magazin volt, melynek legutóbbi tulajdonosa a Future plc. 1997 áprilisában alapította az akkor igen fiatal 14 éves Anand Lal Shimpi, aki 2014 augusztusáig vezérigazgatója (CEO) és főszerkesztője volt, mikor Ryan Smith váltotta a főszerkesztő szerepében. A webhely kereskedelemben kapható alkatrészek és eszközök (pl. processzorok, számítógépes architektúrák, bővítőkártyák és -modulok) hardverfelépítését és részletes teljesítményértékelését közölte, elsősorben a számítógépépítő közönséget célozva, de később kibővült mobil eszközök, például okostelefonok és táblagépek elemzésével is.
Egyes tömegpiaci termékekről, például mobiltelefonokról szóló cikkeit a CNNMoney is átvette (szindikáció keretében). A kapcsolódó nagy fórumot független publikációk is ajánlották a technológiai téren történő alkuvadászathoz. Az AnandTech-t 2014. december 17-én felvásárolta az (azóta megszűnt) Purch. A Purch-ot 2018-ban felvásárolta a Future brit kiadó.
Minden vidáman ment tovább, míg 2024. augusztus 30-án a kiadvány leállt. A záró közleményben a fenntartó azt ígéri, hogy weboldal tartalmát megőrzik, ám új cikkeket vagy ismertetőket már nem publikálnak. Az AnandTech fórumok továbbra is működnek majd.

## Története
A kezdeti időszakban Matthew Witheiler volt társtulajdonos és a hardveres vezető szerkesztő, ő készített alapos betekintést nyújtó és mélyreható elemzéseket a weboldal számára.
2006-ban az AnandTech egyik szerkesztője elindította a ‘DailyTech’ nevű spin-offot, egy technológiai híroldalt. A lépés az AnandTech társkiadványának, a Tom's Hardware Tom's Guide kiadványának hasonló húzását követte.
2014. december 17-én a Purch bejelentette az Anandtech.com felvásárlását.
2018-ban az Anandtech és a Purch más egyéb fogyasztói márkáit felvásárolta a Future.
A szerkesztői csapat többször változott, 2022 februárjában távozott Ian Cutress vezető szerkesztő és Gavin Bonshor alaplapszakértő, majd 2023 januárjában Gavin Bonshor vezető szerkesztői pozícióba került, gyakorlatilag Dr. Ian Cutress, az előző vezető szerkesztő helyére.
2024. augusztus 30-án az AnandTech bejelentette, hogy (sajnálatosan) az adott naptól kezdve beszünteti a publikációt. A webhely megmarad online archívumként, míg a közösségi fórum továbbra is aktív marad.

## Kritikák
Az AnandTech 2008-tól kezdve igen pozitív kritikákat kapott, mind szakmán kívüli, mind szakértői elemzőktől. Több helyről, nemcsak blogokról, pozitív értékeléseket kapott. 2005-ben Leo Laporte számítógépes szakértő az AnandTechet „a 3D hardverek és más számítógépes összetevők kiemelkedő áttekintő és technológiai webhelyeként”, és a „legprofesszionálisabb online hardveres áttekintő oldalként” jellemezte, ami csak egy a pozitív kritikák között.

## Fórumok
Az AnandTech több mint 350 000 regisztrált felhasználóval és 35–40 millió bejegyzéssel rendelkezik. Az AnandTech fórumok számos szűkebb alfórumot is tartalmaznak, köztük egy „AnandTech Off-Topic” (avagy a tagok rövidítésével ATOT) nevű általános témájú csoportot, de e-kereskedelmi csoportjai is vannak.
2007 júliusában a fórum jelentős változásokon ment keresztül.

## Fordítás
Ez a szócikk részben vagy egészben  az   AnandTech című angol Wikipédia-szócikk ezen változatának fordításán alapul.  Az eredeti cikk szerkesztőit annak laptörténete sorolja fel. Ez a jelzés csupán a megfogalmazás eredetét és a szerzői jogokat jelzi, nem szolgál a cikkben szereplő információk forrásmegjelöléseként.